# کدر (ابر)
کدر تکه یا برگه یا لایه گسترده‌ای از ابر، که بخش بیشتری از آن چنان کدر است که خورشید یا ماه از پشت آن پیدا نیست؛ این اصطلاح همراه با ابرهای فرازکومه‌ای، فرازپوشنی، پوشن‌کومه‌ای و پوشنی می‌آید.